# Barleria punctata
Barleria punctata är en akantusväxtart som beskrevs av Milne-redhead. Barleria punctata ingår i släktet Barleria och familjen akantusväxter. Inga underarter finns listade i Catalogue of Life.